# GSC2713-1124
GSC2713-1124 — хімічно пекулярна зоря спектрального класу B9, що має видиму зоряну величину в смузі V приблизно 10,2.

## Пекулярний хімічний склад
Зоряна атмосфера GSC2713-1124 має підвищений вміст 
Si
.